# Huh Gak
Huh Gak (tiếng Hàn: 허각; sinh ngày 5 tháng 1 năm 1985) là một nam ca sĩ người Hàn Quốc. Anh trở nên nổi tiếng sau khi giành chiến thắng trong loạt cuộc thi tài năng Superstar K 2 của Mnet vào năm 2010, trong đó anh được gọi là "Paul Potts của Hàn Quốc."

## Quá khứ
Huh Gak sinh ngày 5 tháng 1 năm 1985. Anh ấy đến từ Incheon, Hàn Quốc và sống với bố cùng người em trai sinh đôi, Huh Gong. Huh Gak đã tốt nghiệp trường 'Hwanbuk Elementary School' và 'Incheon Boys' School. Khi còn nhỏ, Huh Gak đã phải đối mặt với sự ly hôn của cha mẹ và những khó khăn về tài chính. Vì vậy sau khi tốt nghiệp trung học Huh Gak đã quyết định bỏ học để kiếm tiền trang trải cuộc sống. Trước khi xuất hiện trên 'Superstar K' 2, Huh Gak là một thợ sửa máy thở và là ca sĩ hát tại lễ hội.

## Sự nghiệp

### 2010–nay:Superstar K 2, ra mắt vàFirst Story
Huh Gak đã tham gia trên Superstar K 2 và giành vị trí thứ nhất. Sau khi chiến thắng Superstar K2, Huh Gak đã ra mắt công chúng với đĩa đơn "Always" và đã 'all-kill' trên các bảng xếp hạng âm nhạc hàng tuần. Vào tháng 11 năm 2010, anh ấy đã phát hành EP đầu tiên của mình với 5 ca khúc bao gồm cả bài hát chủ đề, "Always." Huh Gak và Superstar K2's John Park cũng đã hợp tác song ca trong một ca khúc của bộ phim, "Glove" enNhan đềd "My Best."
Sau khi gia nhập A Cube Entertainment vào đầu năm 2011. Huh đã phát hành mini album First Story vào ngày 16 tháng 9. Album đã tạo ra đĩa đơn ăn khách "Hello", chiếm vị trí số 1 trên Gaon Digital Chart (cũng giành được "triple crown" khi đứng đầu trên bảng xếp hạng) và K-pop Hot 100 của Billboard.
Vào ngày 8 tháng 10 năm 2021, Huh Gak rời Play M Entertainment sau khi hợp đồng của anh hết hạn. Vào ngày 27 tháng 10 năm 2021, Huh Gak ký hợp đồng với BPM Entertainment.

## Danh sách đĩa nhạc

### Album phòng thu
| Nhan đề      | Chi tiết | Vị trí cao nhất | Doanh số           |
| Nhan đề      | Chi tiết | KOR             | Doanh số           |
| ------------ | --- | --------------- | ------------------ |
| Little Giant | - Phát hành: 5 tháng 2 năm 2013 - Nhãn đĩa: A Cube Entertainment, CJ E&M Music and Live - Định dạng: CD, tải nhạc số Danh sách bài hát 1. 1440 2. I Want To Sing (노래하고 싶다) 3. Monodrama (모노드라마) 4. Knowing When To Break Up (헤어질걸 알기에) 5. If You Drink (술 한잔하면) 6. A Simple Story (간단한 이야기) 7. I Want To Love (사랑하고 싶어서) 8. Unemployed (백수가) 9. I'll Be The Tears (눈물이 되어줄게) 10. 1440 inst. 11. Monodrama (모노드라마) inst. | 14              | - Hàn Quốc: 2.574+ |

### EP
| Nhan đề                                                                         | Chi tiết | Vị trí cao nhất | Doanh số            |
| Nhan đề                                                                         | Chi tiết | KOR             | Doanh số            |
| ------------------------------------------------------------------------------- | --- | --------------- | ------------------- |
| Huh Gak 1st Mini Album                                                          | - Phát hành: 16 tháng 11 năm 2010 - Nhãn đĩa: Mnet Media, CJ E&M Music and Live - Định dạng: CD, tải nhạc số Danh sách bài hát 1. As Always (언제나) 2. Hang In The Sky (하늘을 달리다) 3. Happy Me (행복한 나를) 4. My Heart 5. As Always (언제나) inst. | 6               | —                   |
| LIKE 1st Mini Album "First Story"                                               | - Phát hành: 16 tháng 9 năm 2011 - Nhãn đĩa: A Cube Entertainment, CJ E&M Music and Live - Định dạng: CD, tải nhạc số Danh sách bài hát 1. In Hold (In 忍) 2. Hello 3. I Miss You (니가 그립다) 4. All Of My Life (평생의 전부) 5. Holding A Collar (옷깃을 붙잡고) 6. Hello piano ver. | 4               | - Hàn Quốc: 12.013+ |
| Lacrimoso                                                                       | - Phát hành: 3 tháng 4 năm 2012 - Nhãn đĩa: A Cube Entertainment, CJ E&M Music and Live - Định dạng: CD, tải nhạc số Danh sách bài hát 1. Mormorando 2. The Person Who Once Loved Me (나를 사랑했던 사람아) 3. Grabbing Your Wrist (손목을 쥔다) 4. Love Love Love (사랑 사랑 사랑) 5. I Told You I Wanna Die (죽고 싶단 말 밖에) 6. The Person Who Once Loved Me (나를 사랑했던 사람아) inst. | 9               | - Hàn Quốc: 2.640+  |
| Reminisce                                                                       | - Phát hành: 11 tháng 11 năm 2013 - Nhãn đĩa: A Cube Entertainment, CJ E&M Music and Live - Định dạng: CD, tải nhạc số Danh sách bài hát 1. Loved (사랑했다) 2. Reminisce (향기만 남아) 3. Cool Today (오늘만은 말할게) 4. Reminisce (향기만 남아) inst. | —               | —                   |
| Snow Of April                                                                   | - Phát hành: 17 tháng 3 năm 2015 - Nhãn đĩa: A Cube Entertainment, LOEN Entertainment - Định dạng: CD, tải nhạc số Danh sách bài hát 1. Yukihana (설화 / 雪華) 2. Snow Of April (사월의 눈) 3. Love (사랑아) 4. Aftertaste (여운) 5. I Want You Back 6. Have A Good Time | 13              | - Hàn Quốc: 1.072+  |
| Story Of Winter                                                                 | - Phát hành: 23 tháng 11 năm 2015 - Nhãn đĩa: Plan A Entertainment, LOEN Entertainment - Định dạng: CD, tải nhạc số Danh sách bài hát 1. Prologue 2. Back In The Day (그날을 내 등 뒤로) 3. Missed You (그리워합니다) 4. I Swear 5. Poetic Expression (시적인 말로 표현하려 해도) 6. Up All Night (밤을 새)                                                                                    | 23              | - Hàn Quốc: 740+    |
| Lover Letter                                                                    | - Phát hành: 31 tháng 1 năm 2017 - Nhãn đĩa: Plan A Entertainment, LOEN Entertainment - Định dạng: CD, tải nhạc số Danh sách bài hát 1. Mourning (애상) 2. Miss You (혼자, 한잔) 3. As If Nothing Has Happened (없었던 것처럼) 4. That Wind Blows (그바람 불면) 5. Tell Me Why 6. They Are Beautiful (그들만은 아름답도록)                                                                     | 34              | —                   |
| "—" nghĩa là không được xếp hạng hoặc không được phát hành tại vùng lãnh thổ đó | |                 |                     |

### Đĩa đơn
| Nhan đề                                                            | Năm  | Vị trí cao nhất | Album                             |
| Nhan đề                                                            | Năm  | KOR             | Album                             |
| ------------------------------------------------------------------ | ---- | --------------- | --------------------------------- |
| "As Always" (언제나)                                               | 2010 | 3               | Huh Gak 1st Mini Album            |
| "Hello"                                                            | 2011 | 1               | LIKE 1st Mini Album "First Story" |
| "Whenever You Play That Song" (그 노래를 들때마다) feat. LE (EXID) | 2011 | 3               | Non-album single                  |
| "I Told You I Wanna Die" (죽고 싶단 말 밖에)                       | 2011 | 2               | Lacrimoso                         |
| "The Person Who Once Loved Me" (나를 사랑했던 사람아)              | 2012 | 4               | Lacrimoso                         |
| "It Hurts" (아프다)                                                | 2012 | 7               | Non-album single                  |
| "You Are Mine" (넌 내꺼라는걸) feat. Swings                        | 2013 | 1               | Non-album single                  |
| "Monodrama" (모노드라마) feat. Yoo Seung-woo                       | 2013 | 2               | Little Giant                      |
| "1440"                                                             | 2013 | 5               | Little Giant                      |
| "Memory of Your Scent" (향기만 남아)                               | 2013 | 3               | Reminisce                         |
| "Day N Night" feat. Simon Dominic                                  | 2014 | 9               | Non-album single                  |
| "Snow Of April" (사월의 눈)                                        | 2015 | 1               | Snow Of April                     |
| "Up All Night" (밤을 새) feat. Basick                              | 2015 | 7               | Story Of Winter                   |
| "Back In The Day" (그날을 내 등 뒤로)                              | 2015 | 6               | Story Of Winter                   |
| "Miss You" (혼자, 한잔)                                            | 2017 | —               | Lover Letter                      |

### Cộng tác
| Năm  | Nhan đề                                   | Nghệ sĩ           |
| ---- | ----------------------------------------- | ----------------- |
| 2012 | "I Need You"                              | Zia               |
| 2012 | "That's The Way It Is" (그렇고 그런 얘기) | So Ji-sub, Mellow |
| 2013 | "Mind-Sync" (같은 생각)                   | G.NA              |
| 2013 | "Short Hair" (짧은머리)                   | Jung Eunji        |
| 2013 | "Christmas Song" (크리스마스 노래)        | United Cube       |
| 2014 | "Break Up to Make Up" (이제 그만 싸우자)  | Jung Eunji        |
| 2016 | "Already Winter" (벌써 겨울)              | Vromance          |
| 2016 | "Bada Ocean.wav" (바다)                   | Jung Eunji        |
| 2016 | "#Begin Again" (#떨려)                    | Plan A Boys       |

### Nhạc phim
| Năm  | Nhan đề                                       | Album                     |
| ---- | --------------------------------------------- | ------------------------- |
| 2011 | "My Best" ft. John Park                       | Glove OST                 |
| 2011 | "Please Don't Forget Me" (나를 잊지 말아요)   | The Greatest Love OST     |
| 2012 | "One Person" (한사람)                         | Big OST                   |
| 2014 | "Tears Fallin' Like Today" (오늘 같은 눈물이) | My Love From The Star OST |
| 2017 | "The Reasons" (너란 이유)                     | Man to Man OST            |

## SuperStar K2
| Tập (ghi hình trưc tiếp bắt đầu từ tập 9) | Bài hát                         |
| ----------------------------------------- | ------------------------------- |
| Tập 9                                     | The Happy Me(에코)              |
| Tập 10                                    | Early Morning Discount(이문세)  |
| Tập 11                                    | I'll Be There(Jackson 5)        |
| Tập 12                                    | Don't Say Goodbye(이승철)       |
| Tập 13                                    | Running Through the Skies(이적) |
| Tập 14                                    | Love Rain(김태우)               |

## Giải thưởng và đề cử
| Năm  | Giải thưởng                                              | Hạng mục                                                       | Kết quả   |
| ---- | -------------------------------------------------------- | -------------------------------------------------------------- | --------- |
| 2010 | Superstar K2                                             | 1st Place (Winner)                                             | Đoạt giải |
| 2010 | Soribada Awards                                          | Best Male Solo Artist                                          | Đoạt giải |
| 2011 | 4th Korea Drama Awards                                   | Best OST (The Greatest Love - "Don't Forget Me")               | Đoạt giải |
| 2011 | 3rd MelOn Music Awards                                   | Top 10 Artists (Bonsang)                                       | Đề cử     |
| 2011 | 3rd MelOn Music Awards                                   | Best New Artist                                                | Đoạt giải |
| 2011 | 13th Mnet Asian Music Awards                             | Best New Male Artist                                           | Đoạt giải |
| 2011 | 13th Mnet Asian Music Awards                             | Best OST                                                       | Đề cử     |
| 2011 | 13th Mnet Asian Music Awards                             | Best Vocal Performance - Solo                                  | Đề cử     |
| 2011 | 19th Republic of Korean Culture and Entertainment Awards | Popular Music Top Honor                                        | Đoạt giải |
| 2011 | Bugs Music Awards                                        | Netizens' Popularity Award                                     | Đề cử     |
| 2011 | Bugs Music Awards                                        | Best Solo Artist                                               | Đoạt giải |
| 2011 | Bugs Music Awards                                        | Ballad of the Year ("Hello")                                   | Đoạt giải |
| 2012 | 26th Golden Disk Awards                                  | Best Newcomer                                                  | Đoạt giải |
| 2012 | 1st Gaon Chart K-Pop Awards                              | Best New Male Solo Artist of the Year                          | Đoạt giải |
| 2012 | 4th MelOn Music Awards                                   | Top 10 Artists (Bonsang)                                       | Đoạt giải |
| 2012 | 27th Golden Disk Awards                                  | Digital Music Bonsang ("The Person Who Once Loved Me")         | Đoạt giải |
| 2012 | 22nd Seoul Music Awards                                  | Bonsang                                                        | Đoạt giải |
| 2013 | 5th MelOn Music Awards                                   | Best R&B/Ballad ("Monodrama" - tied with K.Will)               | Đoạt giải |
| 2014 | 16th Mnet Music Awards                                   | Best Collaboration ("Break Up to Make Up" with A Pink's Eunji) | Đề cử     |
| 2015 | 17th Mnet Asian Music Awards                             | Best Vocal Performance - Solo                                  | Đề cử     |
| 2015 | 17th Mnet Asian Music Awards                             | UnionPay Song of the Year                                      | Đề cử     |
| 2015 | 7th MelOn Music Awards                                   | Best Ballad Song                                               | Đề cử     |
| 2015 | 23rd Republic of Korea Culture & Entertainment Awards    | Kpop 10 Singer                                                 | Đoạt giải |

### Chương trình âm nhạc
M! Countdown
| Năm  | Ngày       | Bài hát |
| ---- | ---------- | ------- |
| 2011 | 29 tháng 9 | "Hello" |

Music Bank
| Năm  | Ngày       | Bài hát |
| ---- | ---------- | ------- |
| 2011 | 30 tháng 9 | "Hello" |

Mnet KM Music Triangle
| Năm  | Ngày                    | Bài hát                         |
| ---- | ----------------------- | ------------------------------- |
| 2013 | 13 tháng 2 (BXH Ballad) | "Monodrama" (với Yoo Seung Woo) |